# Two Wells
Two Wells är en ort i Australien. Den ligger i kommunen Mallala och delstaten South Australia, omkring 38 kilometer norr om delstatshuvudstaden Adelaide. Antalet invånare är 2 347.
Närmaste större samhälle är Lewiston, nära Two Wells.
Trakten runt Two Wells består till största delen av jordbruksmark. Runt Two Wells är det ganska tätbefolkat, med 86 invånare per kvadratkilometer. Genomsnittlig årsnederbörd är 593 millimeter. Den regnigaste månaden är juli, med i genomsnitt 95 mm nederbörd, och den torraste är december, med 13 mm nederbörd.